# 디나모 자그레브-츠르베나 즈베즈다 소요 사태
디나모 자그레브-츠르베나 즈베즈다 베오그라드 축구장 소요 사태(크로아티아어: Izgredi na utakmici Dinamo – Crvena zvezda)는 1990년 5월 13일 유고슬라비아 사회주의 연방공화국 SR 크로아티아 자그레브에 있는 스타디온 막시미르 축구 경기장에서 발생한 베드 블루 보이즈(디나모 자그베르 서포터)와 델리예(츠르베나 즈베즈다 서포터) 양 쪽 서포터가 서로 충돌한 축구 폭력이자 소요사태이다. 이 소요사태는 크로아티아가 50년만에 처음으로 다당제 자유선거가 열려 크로아티아의 독립에 찬성하는 정당이 과반을 득표한지 불과 몇 주 뒤에 발생했다. 축구장 소요 사태로 진압 과정에서 최루탄에 맞거나 중독되는 등 60명 이상이 부상을 입었다.

## 배경
디나모 자그레브와 츠르베나 즈베즈다 베오그라드 두 팀은 유고슬라비아 1부 리그에서 상위권을 유지하였고, 두 팀은 리그 대회에서 최종 우승을 여러 차례 거머지는 등 두 팀간의 긴장도 높았다. 1990년에는 유고슬라비아의 민족 간 갈등이 고조되면서 두 팀간의 치열한 경쟁 관계도 격화되었다. 유고슬라비아 대부분 지역에서 동시기에 최초의 다당제 선거도 열렸고 선거 결과 공산주의 정당 대부분이 축출되었으며 민족주의 정당이 기세를 얻었다.
5월 6일 열린 2차 투표에서 프라뇨 투지만이 이끄는 크로아티아 민주연합(SDHZ)이 선거에서 승리하였다. 크로아티아와 슬로베니아는 정권이 교체되었고 신정부는 유고슬라비아를 새롭게 연방화시키는 운동을 주도하였으나 슬로보단 밀로셰비치 치하의 세르비아와 연방 차원에 자리잡혀있는 강력한 공산주의 국가 체제는 이를 반대하였다. 축구 경기 관람을 위해 츠르베나 즈베즈다의 서포터인 델리예 팬 약 3천명이 자그레브로 향했다. 경기를 관람하기 위해 축구장에 입장한 총 관객은 약 15,000명에서 20,000명으로 추정된다.
델리예는 세르비아의 민족주의자인 젤코 라주나토비치, 일명 아르칸이 이끌고 있었는데 이후 아르칸은 유고슬라비아 전쟁에서 세르비아 의용방위군을 지휘하며 인도에 반한 범죄 등 여러 전쟁 범죄를 저질렀다. 츠르베나 즈베즈다와 디나모 자그레브 팬 양쪽 모두 이후 전쟁에서 전투원으로 합류하였고, 델리예는 아르칸의 준군사조직에 합류했다. 디나모와 츠르베나 즈베즈다 양쪽 모두 폭력적인 성향을 띄고 있었고 단순한 축구 팬클럽이 아닌 사실상의 준군사조직처럼 활동했다.

## 충돌
경기 시작 수 시간 전 자그레브 인근 지역에서 츠르베나 즈베즈다 팬(델리예)과 디나모 팬(배드 블루 보이즈) 사이 여러 충돌이 보고된 채 양 팀 팬은 스타디온 막시미르 축구 경기장으로 이동했다.
배드 블루 보이즈가 원정팬을 위해 마련된 경기장의 격리된 공간에 있었던 델리예에게 던진 돌로 화난 델리예 팬들이 경기장 광고판을 찢고 디나모 팬들로 향하며 사태가 촉발되었다. 델리예는 "자그레브는 세르비아 것", "투지만을 죽이자"와 같은 세르비아 민족주의적 구호를 외치고 좌석을 뜯으면서 타 팬들을 공격하였다. 북쪽과 동쪽 좌석에 있던 배드 블루 보이즈는 이에 대항하여 경기장을 습격하러 했지만 경찰봉을 휘두르고 최루탄을 투척하는 경찰에게 뒤로 밀려버렸다. 수 분도 되지 않아 배드 블루 보이즈도 제지할 수 없을 정도로 과격해졌다. 이들은 울타리를 뚫고 세르비아측에게 돌격하기 위해 경기장으로 향했다. 경찰은 이 때 제압당했지만 이후 지원군을 몰고 다시 돌아와 장갑차와 물대포를 동원해 폭도들을 해산하였다. 1시간 정도 지나 경기장에 불까지 나고서야 소요사태가 진압되었다.
이후 유고슬라비아 경찰이 델리예의 초기 산발적인 소요사태 당시 너무 세르비아인에게만 유했다는 지적이 들어왔다.

### 즈보니미르 보반의 발차기

즈보니미르 보반이 보슈냐크인 경찰관 레피크 아흐메토비치를 향해 발차기를 하는 모습.

츠르베나 즈베즈다 선수들은 전부 라커룸 안으로 피신한 가운데 몇몇 디나모 선수들은 혼란에 빠진 경기장 위에 남아있었다. 그 중 디나모의 주장이었던 즈보니미르 보반이 디나모 팬들만 폭행했다는 의혹을 받은 경찰관 레피크 아흐메토비치를 발로 찼다. 배드 블루 보이즈 팬들이 보반의 인간 방패 역할을 하며 보반을 보호했다. 보반의 발차기는 나중에 크로아티아 민족주의자들에게 세르비아에 대항한 크로아티아 국민의 저항의 시작을 상징하게 되었다. 보반은 크로아티아 내에서 국민적인 영웅으로 추앙받았지만 세르비아에서는 크로아티아 민족주의자라는 수식어가 붙게 되었다. 보반은 유고슬라비아 축구 협회(FSJ)로부터 6개월간 출장 정지 징계를 받았고 이 때문에 1990년 FIFA 월드컵에 결장하였고 형사 고발까지 당했다. 보반이 공격했던 보슈냐크인 경찰관은 몇 년 후 보반의 행동을 공개적으로 용서했다.
여기 그의 목숨, 경력, 그리고 명예가 가져올 모든 것을 위험에 빠뜨릴 수 있는 공인인 제가 있었습니다. 바로 하나의 이상적인 대의명분을 위해서죠. 크로아티아의 대의입니다.— CNN

## 여파
이 소요사태는 유고슬라비아 1부 리그를 끝내버렸다. 이후 1990-1991년 시즌 말에는 슬로베니아와 크로아티아가 유고슬라비아로부터 독립을 선포하였다. 독립 선포 이후 양 국은 슬로베니아 축구 리그 체계와 크로아티아 축구 리그 체계로 각각 독자적인 축구 리그를 조직하였고 유고슬라비아 축구 리그에서 탈퇴하였다. 유고슬라비아 1부 리그는 이후에도 1년 더 진행되었으나 1991년-1992년 시즌 말 유고슬라비아의 붕괴로 사실상 유고슬라비아 축구 리그가 해체되었다.

## 영향
일부에서는 디나모-레드스타 소요 사태가 뒤이은 크로아티아 독립 전쟁을 촉발시켰다고 보고 있다. 이런 상황은 여러 다큐멘터리와 저널리즘 심층 보도에서 대중화되었다. 하지만 이러한 믿음이 완전 반대는 아니지만 다가오는 후속 사건에만 영향을 끼친 것으로 분석하고 있다. 이런 견해에 반대하는 사람들은 1990년 여름에 일어난 축구와 관련된 기타 다른 논쟁을 인용한다.
크로아티아인에게는 보반의 발차기와 배드 블루 보이즈의 행동이 크로아티아의 상징이 되었으며 크로아티아 독립에 대한 열망이 불타오르는 기반이 되었다. 하지만 크로아티아 언론 등지에서는 디나모-레드스타 소요사태가 유고슬라비아 비밀경찰과 세르비아 경찰국장이 계획했다는 근거 없는 이론을 제시하기도 한다.
칼럼리스트인 프랭클린 포어는 "경기를 시청한 사람이라면 세르비아인과 크로아티아인 양 측 모두 싸울 준비가 되어 있음이 분명했다. 경기 전 경기장에 돌멩이를 몰래 모아놓고 던지기를 기다렸다. 크로아티아 팬들이 세르비아 팬과 격리시킨 울타리를 녹일 수 있도록 산을 모아 비축하기도 하였다."며 양 측 모두 계획된 공격이라고 말했다.